# 2397 Lappajärvi
2397 Lappajärvi là một tiểu hành tinh vành đai chính với chu kỳ quỹ đạo là 1978.6650442 ngày (5.42 năm).
Nó được phát hiện ngày 22 tháng 2 năm 1938.